# Isauro Torres Cereceda
Isauro Torres Cereceda; (Vallenar, 19 de noviembre de 1893 - Santiago, 16 de julio de 1972). Comerciante y político radical chileno. Hijo de Isauro Torres y Adelaida Cereceda. Contrajo matrimonio con Olga Rudolph Collao.

## Actividades profesionales
Estudió en el Liceo de La Serena y luego ingresó a la Universidad de Chile, donde se tituló de Médico cirujano (1918). Efectuó más tarde cursos de Medicina Social en la Universidad de La Sorbona de París, Francia.
Ejerció su profesión en los hospitales de Vallenar, Freirina y El Salvador. Fue médico sanitario de Vallenar, ejerció la Asistencia Pública en Santiago. Director del Hospital San Luis de Santiago (1934-1941).
Practicó además la docencia, siendo profesor en las escuelas de Servicio Social y Enfermería de la Universidad de Chile.
En su calidad de médico, asistió a varias conferencias internacionales, como el Congreso de Técnica Sanitaria de Milán, donde fue relator (1930). Representó a Chile en el Congreso Internacional de Hospitales de Viena (1931) y asistió como Jefe de la Delegación Chilena al Congreso Internacional del Trabajo, celebrado en Ginebra (1947). Presidió la delegación chilena en la Conferencia Mundial del Trabajo en Suiza (1952).
Se desempeñó también como consejero de la Radio Minería. Estuvo ligado también al rubro minero, siendo presidente de la Sociedad Abastecedora de la Minería y fundador de la Compañía Minera "Merceditas".

## Actividades políticas
Inició sus actividades políticas integrándose al Partido Radical, donde fue vicepresidente del primer Congreso de la Juventud Radical.
Elegido Diputado por la 3.ª agrupación departamental de Chañaral, Copiapó, Freirina y Huasco (1926-1930). Integró la comisión permanente de Asistencia Pública e Higiene. Reelecto al Congreso Termal de 1930 por el período 1930-1934. Sin embargo, este período quedó suspendido el 4 de julio de 1932 por la revolución socialista que terminó con la institucionalidad democrática.
Electo nuevamente Diputado por la misma agrupación departamental de Chañaral, Copiapó, Freirina y Huasco (1933-1937), en esta ocasión formó parte de la comisión de Trabajo y Previsión Social. Reelecto por el mismo distrito (1937-1941).
En 1941 resultó elegido Senador por la 2.ª agrupación provincial de Atacama y Coquimbo (1941-1949), integrando la comisión permanente de Minería y Fomento Industrial, además de la de Relaciones Exteriores y Comercio.
Reelecto Senador, por las mismas provincias (1949-1957), fue parte de la comisión de Gobierno y la de Higiene, Salubridad y Asistencia Social.
Consejero de la Caja de Crédito Minero (1949-1953).
Nuevamente Senador por Atacama y Coquimbo (1957-1965). En esta oportunidad conformó la comisión permanente de Salud Pública.
Miembro del Comité Parlamentario del Partido Radical (1959-1960). Fue Vicepresidente del Senado (1961-1962).